# Google Hangouts
Google Hangouts war ein Videokonferenz- und Instant-Messaging-Dienst des US-amerikanischen Unternehmens Google. Er wurde im Mai 2013 gestartet und ersetzte das Projekt Google Talk. Datenbestände der älteren Produkte wurden übernommen.
Ab März 2022 wurde Hangouts durch Google Chat für Textnachrichten ersetzt, wobei die eigenen Daten migriert werden konnten. Seit der Abschaltung im November 2022 erfolgt eine automatische Weiterleitung zu dessen Webversion. Zudem besteht mit Google Meet eine Alternative für Videoanrufe.

## Funktionen
Google Hangouts war über eine eigenständige Website und die Websites von Gmail und Inbox aufzurufen. Das Tool war in das soziale Netzwerk Google+ integriert; diese Plattform wurde jedoch am 2. April 2019 geschlossen. Zudem existieren Apps für Android und iOS und eine Erweiterung für Google Chrome. Hangouts unterstützt eingeschränkt auch XMPP-Clients. Die Teilnehmer benötigen ein Google-Konto. Ein „Hangout“ kann als öffentlich deklariert werden, damit auch Nutzer teilnehmen können, die den Initiator nicht kennen. Google Hangouts lässt Chats mit bis zu 150 Teilnehmern zu. An Videogesprächen können maximal zehn Nutzer teilnehmen.
Über Hangouts lassen sich neben Texten auch Videos, Fotos, Sticker und der aktuelle Standort versenden. Chatverläufe werden serverseitig gespeichert, wodurch eine Synchronisation aller angemeldeten Geräte möglich ist. Dadurch ermöglicht Google Hangouts, beispielsweise eine Konversation am Desktop-Computer zu beginnen und am Smartphone fortzusetzen, ohne dabei den Anschluss zu verlieren. Verwaltet werden die Chat-Verläufe über Gmail wie E-Mails, können also mit den dort angebotenen Methoden nach bestimmten Wörtern durchsucht und gefiltert werden. Im Chat-Verlauf wird durch einen verkleinerten, halbtransparenten Avatar des entsprechenden Teilnehmers signalisiert, wie weit dieser die Konversation bereits sah.
Mit der Veröffentlichung von Android 4.4 „Kitkat“ wurde die Hangouts-App so erweitert, dass sie auf Geräten ab Android 4.0 SMS und MMS funktioniert.
Die im Jahre 2022 aktuelle Hangouts-App für Android erfordert Android ab Version 5.
Für die PC-Variante von Hangouts gibt es Erweiterungen mit Zusatzfunktionen. Diese sind im „Google Chrome Web Store“ oder auf anderen inoffiziellen Verzeichnissen (Directories) verfügbar.

## Hangout On Air
Ein „Hangout On Air“ ist die öffentliche Live-Übertragung eines Hangouts als frei zugänglicher Videostream. Kanäle des Hangout On Airs können auf YouTube gefunden werden. Auch kann man einem Hangout on Air von Mobilgeräten aus beitreten, wenn der Ausrichter eine Einladung dafür versendete. Es lassen sich zudem keine „Hangouts on Air“ vom Mobilgerät aus starten. Ein Hangout on Air wird nach der Übertragung in dem verknüpften YouTube-Kanal gespeichert, ist öffentlich abrufbar und kann mit einem Titel und einer Beschreibung versehen werden. Ist er kürzer als zwei Stunden, kann er in YouTube noch bildtechnisch bearbeitet und zugeschnitten werden. Dieser Dienst wurde 2019 eingestellt. Das von Google als Alternative angebotene Webcam-Feature für YouTube eignet sich nicht für Gruppenkonversationen. 2022 wurde in Google Meet eine Funktion integriert, die dem Hangout On Air Feature entspricht.

### Rechtliches
Ein Hangout On Air ist in Deutschland rechtlich als Telemedium zu bewerten, kann unter bestimmten Bedingungen als Rundfunk gelten und wäre somit lizenzpflichtig. Aufgrund eines Hangout on Air von Kanzlerin Angela Merkel am 19. April 2013 wurde die Aussage getroffen, dass ein Hangout on Air kein Rundfunk sei, sondern ein Abrufdienst. Dieser benötige keine Rundfunklizenz. Verbindliche Regelungen gibt es noch nicht; stattdessen sagte Jürgen Brautmeier, der Vorsitzende von ZAK und DLM, dass man erst einmal schaue, wie sich die Sache entwickle, und dann Regelungen treffen werde.